# Manuelcha Prado
Manuel Prado Alarcón (Puquio, Ayacucho, Perú, 16 de junio de 1955), más conocido como Manuelcha Prado, es un guitarrista, cantante, compositor y compilador de música peruano. Es también conocido como  El saqra de la guitarra. El nombre Manuelcha proviene del uso del sufijo diminutivo quechua -cha.

## Biografía
Nació el 16 de junio de 1957 en Puquio, Ayacucho, donde fue al Colegio Nacional Manuel Prado hasta 1972. Empezó a tocar la guitarra a los doce años de edad, motivado por la tradición musical de su ciudad natal, y recibió las enseñanzas de su «viejo maestro don Arturo Prado», como él mismo lo llama. Inició como integrante de diferentes conjuntos musicales para posteriormente ser solista. Estudió Tecnología Electrónica en la Universidad Nacional de Educación Enrique Guzmán y Valle en Chosica desde 1972 hasta 1973 y después Antropología en la Universidad Nacional Mayor de San Marcos en Lima.
Luego volvió a Puquio y recopiló música indígena en quechua ayacuchano y castellano de su región, como el wasichakuy (techado de casa), wawa pampay (música de entierro del niño indígena), alba, atipanakuy, docecobray, wallpa waqay, tonos de la danza de las tijeras, ayla (danza de recorrido de los jóvenes en la fiesta del agua), torovelay (de la fiesta de la herranza de Soras, Lucanas) y también la recopilación de temas nativos de los pueblos de diferentes regiones del país.
Asimismo, es reconocido por ser unos de los mejores guitarristas del Perú. Interpretó también algunas canciones del cantautor ayacuchano Carlos Falconí Aramburú, entre ellas «Ofrenda» (1982), una canción sobre el sufrimiento y la esperanza del pueblo huamanguino en el tiempo del terrorismo en el Perú. Fuera del país, realizó sesiones en escenarios de Alemania, Suecia y Finlandia.

## Álbumes
- 1981: Guitarra indígena
- 1985: Testimonio ayacuchano
- 1987: Guitarra y canto del Ande
- 1992: Sixtucha & Manuelcha Prado
- 1994: 25 Aniversario
- 1996: Romance de guitarrero (Trilucero)
- 1998: Cavilando
- 1999: Kukulinay
- 2000: Saqra
- 2003: El Solterito
- 2003: Poesía quechua
- 2007: Madre andina[6]
- 2012: Vidallay Vida

## Teatro
En 1978-1979, llegó a realizar y participar en dos montajes teatrales: Amor Mundo y Yawar Fiesta, de José María Arguedas, bajo la dirección de Vidal Luna.

## Publicaciones
En 1990 editó, junto con el concertista Raúl García Zarate y el compositor Javier Echecopar, el libro Música para guitarra del Perú, que actualmente es incluido en la currícula de estudios de guitarra en los diferentes centros de enseñanza musical y conservatorios oficiales y privados del Perú.